# Хаяури, Инга Аликовна
И́нга А́ликовна Хаяу́ри (род. 28 сентября 1980, Бамут, Чечено-Ингушская АССР) — чеченская поэтесса, писательница и переводчица, член Союзов писателей России и Чеченской Республики, член Клуба писателей Кавказа.

## Биография
Родилась в селе Бамут Серноводского района Чечено-Ингушетии. В 1998 году она поступила на филологический факультет Чеченского государственного университета. Из-за начавшейся второй чеченской войны была вынуждена покинуть республику. Перевелась в Ингушский государственный университет, который окончила в 2005 году. Сотрудничала с общественно-политическими газетами «Вестник Сунжи» и «Ингушетия». Живёт в Грозном.

## Творчество
Первые стихи написала в начальных классах школы. Пишет на русском и чеченском языках. Является членом сообщества любителей поэзии «Синмаршо» (с чеч. — «Свобода души»), которое объединяет молодых писателей Грозного. Её произведения публиковались в республиканских («Литературная Ингушетия», «Гоч», «Орга») и всероссийских литературно-художественных журналах. Некоторые её стихи были положены на музыку и стали популярными песнями. Её стихи и переводы были включены в антологию литературы народов Северного Кавказа, антологию современной литературы России и другие издания. Хаяури является победителем и финалистом многих литературных конкурсов.

## Критика
Читая раздел чеченской литературы, не мог я пройти мимо стихов чеченской Инги Аликовны Хаяури, уроженки знаменитого села Бамут Ачхой-Мартановского района Чеченской Республики. С фотографии на нас смотрит на нас женщина удивительной красоты с лучистыми глазами и мудрой улыбкой. А когда войдешь в творческий мир Инги Хаяури, то откроется тебе поистине божественная красота  человеческих отношений, таких же высоких и чистых, как снежные вершины Кавказа. Стихи Хаяури несут красоту и свет душе читательской даже тогда, когда эта красивая женщина с просветлённым взором говорит о жестоких реалиях современного мира.